# Oxytate hoshizuna
Oxytate hoshizuna es una especie de araña cangrejo del género Oxytate, familia Thomisidae. Fue descrita científicamente por Ono en 1978.

## Distribución
Esta especie se encuentra en Asia: China y Japón.

## Tratamiento taxonómico
La especie aparece registrada y publicada en Thomisidae aus Japan II. Das Genus Oxytate L. Koch 1878 (Arachnida: Araneae). Senckenbergiana Biologica 58: 245–251.